# A cavallo di due stili
A cavallo di due stili è un album del cantante italiano Albano Carrisi, pubblicato nel 1970 dall'etichetta discografica EMI. Il disco, arrangiato da Detto Mariano è il primo a contenere varie canzoni del classico repertorio napoletano ma anche rielaborazioni di brani di Franz Schubert e Fryderyk Chopin. Contiene inoltre il primo duetto con Romina Power intitolato Storia di due innamorati.

## Tracce
1. Storia di due innamorati (Vito Pallavicini, Detto Mariano, Albano Carrisi)
2. Mattino (Vito Pallavicini, Ruggero Leoncavallo)
3. Angeli senza paradiso (Vito Pallavicini, Franz Schubert, riel. Detto Mariano, Albano Carrisi)
4. Canto d'amore indiano (Vito Pallavicini, Firml Rudolf, Detto Mariano, Albano Carrisi)
5. Ave Maria (Vito Pallavicini, Franz Schubert, riel. Detto Mariano, Albano Carrisi)
6. Il suo volto, il suo sorriso (Vito Pallavicini, Fryderyk Chopin, riel. Detto Mariano, Albano Carrisi)
7. O sole mio (Giovanni Capurro, Eduardo Di Capua)
8. 'O marinariello (Gennaro Ottaviano, Salvatore Gambardella)
9. 'Na sera è maggio (Gigi Pisano, Giuseppe Cioffi)
10. Core 'ngrato (Salvatore Cardillo, Riccardo Cordiferro)
11. Anema e core (Domenico Titomanlio, Salvatore D`Esposito)
12. Guapparia (Libero Bovio, Rodolfo Falvo)